# كريستي أندرسون
كريستي أندرسون (بالإنجليزية: Christy Anderson) هي مؤرخة الفن ومؤرخة أمريكية، ولدت في 6 أكتوبر 1969.